# Władisław Tieriechow
Władisław Pietrowicz Tieriechow (ros. Владислав Петрович Терехов, ur. 5 listopada 1933 w Rostowie nad Donem, zm. 11 września 2023 w Moskwie) – radziecki i rosyjski dyplomata.
1957 ukończył Moskiewski Państwowy Instytut Stosunków Międzynarodowych, po czym podjął pracę w Ministerstwie Spraw Zagranicznych ZSRR, 1964-1970 i 1981-1986 pracował w Ambasadzie ZSRR w RFN. 1986-1988 szef Zarządu ds. Pracy z Radzieckimi Ambasadami, 1988-1990 szef Głównego Zarządu Kadr i Instytucji Edukacyjnych MSZ ZSRR. Od 1990 do 3 września 1997 ambasador ZSRR/Rosji w Niemczech.